# Ten Tour
Ten Tour – trzecia trasa koncertowa Pearl Jam, która odbyła się na przełomie 1991 i 1992 roku, promująca ich debiutancki album Ten. Była to pierwsza duża trasa koncertowa Pearl Jam od chwili powstania zespołu. W 1991 obejmowała 61 koncertów w USA. W 1992 zespół dał 44 koncerty w Europie i 44 koncerty w USA.

## Program koncertów

### Repertuar Pearl Jam
1. "Alive"
2. "Alone"
3. "Angel"
4. "Black"
5. "Breath"
6. "Deep"
7. "Dirty Frank" (fragment)
8. "Even Flow"
9. "Footsteps"
10. "Garden"
11. "Jeremy"
12. "Leash"
13. "Oceans"
14. "Once"
15. "Porsch"
16. "Release"
17. "State of Love and Trust"
18. "Wash"
19. "Why Go"
20. "Yellow Ledbetter" (fragment)

### Covery innych wykonawców
1. "Baba O’Riley" (The Who)
2. "Brass in Pocket" (The Pretenders) (fragment)
3. "Crazy" (Seal) (fragment)
4. "Dolly Dager" (Jimi Hendrix) (fragment)
5. "Driven to Tears" (The Police)
6. "Happy Birthday" (melodia tradycyjna)
7. "Help Me, Rhonda" (The Beach Boys) (fragment)
8. "Hunger Strike" (Temple of the Dog) (fragment)
9. "I Can't Explain" (The Who) (fragment)
10. "I've Got Feeling" (The Beatles)
11. "My Generation" (The Who)
12. "Outshined" (Soundgarden) (fragment)
13. "Owner of a Lonely Heart" (Yes) (fragment)
14. "Pulled Up" (Talking Heads) (fragment)
15. "Rain" (The Beatles) (fragment)
16. "Redemption Song" (Bob Marley & The Wailers) (fragment)
17. "Rockin' in the Free World" (Neil Young)
18. "Schools Out" (Alice Cooper) (fragment)
19. "Shower the People" (James Taylor) (fragment)
20. "Smells Like Teen Spirit" (Nirvana) (fragment)
21. "Suggestion" (Fugazi)
22. "Sympathy for the Devil" (cover The Rolling Stones) (fragment)
23. "Three Little Birds" (cover Bob Marley & The Wailers) (fragment)
24. "Throw Your Arms Around Me" (cover Hunters & Collectors)
25. "When The Saint Go Marching In" (autor nieznany) (fragment)
26. "Where Do the Children Play?" (cover Cata Stevensa) (fragment)
27. "Window Paine" (cover The Smashing Pumpkins)

## Lista koncertów

### Koncerty w 1991
1. 25 września 1991 – Victoria, Kolumbia Brytyjska, Kanada – Harpo’s
2. 28 września 1991 – Portland, Oregon, USA – Satyricon
3. 30 września 1991 – San Francisco, Kalifornia, USA – I-Beam
4. 1 października 1991 – Los Angeles, Kalifornia, USA – The Cathouse
5. 2 października 1991 – Los Angeles, Kalifornia, USA – The Troubadour
6. 5 października 1991 – San Diego, Kalifornia, USA – Winter's
7. 6 października 1991 – Hollywood, Kalifornia, USA – Palladium
8. 7 października 1991 – Phoenix, Arizona, USA – Mason Jar
9. 9 października 1991 – Austin, Teksas, USA – Nieznane miejsce koncertu
10. 10 października 1991 – Dallas, Teksas, USA – Trees
11. 11 października 1991 – Houston, Teksas, USA – The Vatican
12. 13 października 1991 – Atlanta, Georgia, USA – The Point
13. 14 października 1991 – Carrboro, Karolina Północna, USA – Cat's Cradle
14. 15 października 1991 – Waszyngton, USA – Nightclub 9:30
15. 16 października 1991 – Madison, Wisconsin, USA – Oscar Mayer Theatre (odwołany)
16. 17 października 1991 – DeKalb, Illinois, USA – Duke Ellington Ballroom, Holmes Student Center i Northern Illinois University
17. 19 października 1991 – Ames, Iowa, USA – C.Y. Stephens Auditorium i Iowa State University
18. 20 października 1991 – Omaha, Nebraska, USA – Peony Ballroom
19. 22 października 1991 – Milwaukee, Wisconsin, USA – Central Park i Eagle Ballroom
20. 25 października 1991 – Pittsburgh, Pensylwania, USA – A.J.Palumbo Center
21. 26 października 1991 – Cleveland, Ohio, USA – Cleveland Music Hall
22. 27 października 1991 – Rochester, Nowy Jork, USA – Rochester Auditorium Center
23. 29 października 1991 – Toronto, Ontario, Kanada – Concert Hall
24. 30 października 1991 – Toronto, Ontario, Kanada – Concert Hall
25. 1 listopada 1991 – Boston, Massachusetts, USA – Walter Brown Arena, University Boston
26. 2 listopada 1991 – Burlington, Vermont, USA – Memorial Auditorium, University Burlington
27. 3 listopada 1991 – Springfield, Massachusetts, USA – Civic Center
28. 4 listopada 1991 – Amherst, Massachusetts, USA – Student Union Ballroom, University Amherst
29. 5 listopada 1991 – Troy, Nowy Jork, USA – Houston Field House
30. 6 listopada 1991 – Ithaca, Nowy Jork, USA – The Haunt
31. 7 listopada 1991 – Syracuse, Nowy Jork, USA – The Landmark Theatre
32. 8 listopada 1991 – Nowy Jork, Nowy Jork, USA – CBGB's
33. 9 listopada 1991 – Waszyngton, USA – Bender Arena i American University
34. 11 listopada 1991 – Nowy Jork, Nowy Jork, USA – Roseland Ballroom
35. 12 listopada 1991 – Nowy Jork, Nowy Jork, USA – Roseland Ballroom
36. 13 listopada 1991 – Warwick, Rhode Island, USA – Rocky Point Palladium
37. 15 listopada 1991 – Nowy Jork, Nowy Jork, USA – Roseland Ballroom
38. 16 listopada 1991 – Nowy Jork, Nowy Jork, USA – Roseland Ballroom
39. 17 listopada 1991 – State College, Pensylwania, USA – Rec Hall, Pennsylvania State University
40. 18 listopada 1991 – Columbus, Ohio, USA – Veterans Memorial Auditorium
41. 20 listopada 1991 – Kalamazoo, Michigan, USA – The State Downtown Theater
42. 21 listopada 1991 – Ann Arbor, Michigan, USA – Blind Pig
43. 22 listopada 1991 – Detroit, Michigan, USA – State Theatre
44. 23 listopada 1991 – Detroit, Michigan, USA – State Theatre
45. 24 listopada 1991 – Indiana, Indianapolis, USA – Indiana Convention Center
46. 26 listopada 1991 – Normal, Illinois, USA – Braden Auditorium, Illinois State University
47. 27 listopada 1991 – Cincinnati, Ohio, USA – Cincinnati Gardens
48. 29 listopada 1991 – Chicago, Illinois, USA – Aragon Ballroom
49. 30 listopada 1991 – St. Paul, Minnesota, USA – Roy Wilkins Auditorium
50. 2 grudnia 1991 – St. Louis, Missouri, USA – The American Theatre
51. 6 grudnia 1991 – Nowy Orlean, Luizjana, USA – State Palace Theatre
52. 7 grudnia 1991 – Houston, Teksas, USA – Unicorn Balroom
53. 8 grudnia 1991 – Houston, Teksas, USA – Vatican
54. 10 grudnia 1991 – Austin, Teksas, USA – City Coliseum
55. 11 grudnia 1991 – Dallas, Teksas, USA – Bronco Bowl i Trees
56. 12 grudnia 1991 – Norman, Oklahoma, USA – Hollywood Theater
57. 14 grudnia 1991 – Denver, Kolorado, USA – Denver Coliseum
58. 15 grudnia 1991 – Salt Lake City, Utah, USA – Club DV8
59. 27 grudnia 1991 – Los Angeles, Kalifornia, USA – Del Mar Pavillion
60. 29 grudnia 1991 – Tempe, Arizona, USA – Arizona State University Center
61. 31 grudnia 1991 – Daly City, Kalifornia, USA – Cow Palace

### Koncerty w 1992

#### Ameryka Północna – część 1
1. 2 stycznia 1992 – Salem, Oregon – Salem Amory
2. 3 stycznia 1992 – Seattle, Waszyngton – RKCNDY
3. 17 stycznia 1992 – Seattle, Waszyngton – Moore Theatre
4. 24 stycznia 1992 – Los Angeles, Kalifornia – Rock for Choice

#### Europa – część 1
1. 3 lutego 1992 – Southend, Anglia – The Esplanade Club
2. 4 lutego 1992 – Londyn, Anglia – Borderline
3. 7 lutego 1992 – Sztokholm, Szwecja – Koolkat Club
4. 8 lutego 1992 – Oslo, Norwegia – Alaska
5. 9 lutego 1992 – Kopenhaga, Dania – Pumpe Huset
6. 11 lutego 1992 – Paryż, Francja – Locomotive
7. 12 lutego 1992 – Amsterdam, Holandia – Melkweg
8. 15 lutego 1992 – Madryt, Hiszpania – Revolver
9. 18 lutego 1992 – Mediolan, Włochy – Sorpasso
10. 19 lutego 1992 – Winterthur, Szwajcaria – Albani Bar of Music
11. 21 lutego 1992 – Manchester, Anglia – International II
12. 22 lutego 1992 – Newcastle, Anglia – Riverside
13. 23 lutego 1992 – Glasgow, Szkocja – Cathouse
14. 25 lutego 1992 – Nottingham, Anglia – Rock City
15. 26 lutego 1992 – Birmingham, Anglia – Edward's No. 8
16. 27 lutego 1992 – Bradford, Anglia – Bradford Queenshall
17. 28 lutego 1992 – Londyn, Anglia – University of London Union
18. 1 marca 1992 – Groningen, Holandia – Vera
19. 2 marca 1992 – Haga, Holandia – Paard
20. 3 marca 1992 – Nijmegen, Holandia – Vereegining (odwołany)
21. 4 marca 1992 – Utrecht, Holandia – Tivoli
22. 5 marca 1992 – Eindhoven, Holandia – Effenaar
23. 6 marca 1992 – Rotterdam, Holandia – Nighttown
24. 8 marca 1992 – Kolonia, Niemcy – Live Music Hall
25. 9 marca 1992 – Berlin, Niemcy – The Loft
26. 10 marca 1992 – Hamburg, Niemcy – Markthalle
27. 12 marca 1992 – Frankfurt, Niemcy – Bastchkaap
28. 13 marca 1992 – Monachium, Niemcy – Nachtwerk

#### Ameryka Północna – część 2
1. 25 marca 1992 – Minneapolis, Minnesota, USA – First Avenue Club
2. 26 marca 1992 – Madison, Wisconsin, USA – R&R Station
3. 27 marca 1992 – Milwaukee, Wisconsin, USA – Marquette University Alumni Hall
4. 28 marca 1992 – Chicago, Illinois, USA – Cabaret Metro
5. 30 marca 1992 – Cincinnati, Ohio, USA – Bogart's
6. 31 marca 1992 – Columbus, Ohio, USA – Newport Music Hall
7. 2 kwietnia 1992 – Cleveland, Ohio, USA – Peabody's Down Center
8. 3 kwietnia 1992 – Detroit, Michigan, USA – St. Andrew's Hall
9. 4 kwietnia 1992 – Toronto, Ontario, Kanada – Concert Hall
10. 6 kwietnia 1992 – Lowell, Massachusetts, USA – Cumnock Hall
11. 7 kwietnia 1992 – Amherst, Massachusetts, USA – Student Union Ballroom, University of Massachusetts
12. 8 kwietnia 1992 – Boston, Massachusetts, USA – Axis Club
13. 10 kwietnia 1992 – Filadelfia, Pensylwania, USA – Trocadero Club
14. 12 kwietnia 1992 – New York City, Nowy Jork, USA – The Limelight
15. 13 kwietnia 1992 – College Park, Maryland, USA – Ritchie of Coliseum, University of Maryland i College Park
16. 15 kwietnia 1992 – Charlotte, Karolina Północna, USA – 1313
17. 16 kwietnia 1992 – Athens, Georgia, USA – Legion Field, University of Georgia
18. 17 kwietnia 1992 – Atlanta, Georgia, USA – Masquerade
19. 19 kwietnia 1992 – Dallas, Teksas, USA – Starplex Amphitheatre
20. 20 kwietnia 1992 – Nowy Orlean, Luizjana, USA – Tiptina's
21. 22 kwietnia 1992 – St. Petersburg, Floryda, USA – Janus Landing
22. 24 kwietnia 1992 – Miami, Floryda, USA – Cameo Theater
23. 25 kwietnia 1992 – Pensacola, Floryda, USA – Night Owl
24. 28 kwietnia 1992 – Austin, Teksas, USA – The Coliseum
25. 29 kwietnia 1992 – Dallas, Teksas, USA – Bronco Bowl
26. 30 kwietnia 1992 – Houston, Teksas, USA – Unicorn Bowl
27. 2 maja 1992 – Lawrence, Kansas, USA – Day on the Hill, University of Kansas
28. 3 maja 1992 – Omaha, Nebraska, USA – The Ranch Bowl
29. 5 maja 1992 – Boulder, Kolorado, USA – Glenn Miller Ballroom, University of Colorado
30. 7 maja 1992 – Bozeman, Montana, USA – Gallitan Fairgrounds
31. 9 maja 1992 – Mesa, Arizona, USA – Mesa Amphitheatre
32. 10 maja 1992 – Tijuana, Meksyk, USA – Iguana's
33. 12 maja 1992 – Ventura, Kalifornia, USA – Ventura Theater
34. 13 maja 1992 – Hollywood, Kalifornia, USA – Palladium
35. 15 maja 1992 – San Francisco, Kalifornia, USA – Warfield Theater
36. 16 maja 1992 – Santa Cruz, Kalifornia, USA – The Catalyst
37. 17 maja 1992 – Portland, Oregon, USA – Roseland Theater
38. 19 maja 1992 – Portland, Oregon, USA – Melody Lane
39. 20 maja 1992 – Seattle, Waszyngton, USA – Gas Works Park (odwołany)
40. 21 maja 1992 – Vancouver, Kolumbia Brytyjska, Kanada – Plaza of Nations

#### Europa – część 2
1. 5 czerwca 1992 – Nürburg, Niemcy – Rock am Ring
2. 6 czerwca 1992 – Londyn, Anglia – Finsbury Park Festival
3. 8 czerwca 1992 – Landgraaf, Holandia – Pinkpop
4. 10 czerwca 1992 – Stuttgart, Niemcy – Kongresszentrum
5. 11 czerwca 1992 – Hamburg, Niemcy – Groβe Freiheit 36
6. 13 czerwca 1992 – Berlin, Niemcy – Wuhlheide
7. 14 czerwca 1992 – Brema, Niemcy – Kloecknergelaende im Industriehafen
8. 15 czerwca 1992 – Norymberga, Niemcy – Serenadenhof
9. 17 czerwca 1992 – Mediolan, Włochy – City Square
10. 18 czerwca 1992 – Zurych, Szwajcaria – Volkshaus
11. 19 czerwca 1992 – Wiedeń, Austria – Rockhaus
12. 22 czerwca 1992 – Paryż, Francja – Élysée Montrmarte
13. 25 czerwca 1992 – Sztokholm, Szwecja – Moderna Musset, Skeppsholmen
14. 26 czerwca 1992 – Roskilde, Dania – Roskilde Festival

Podczas koncertu zespołu na festiwalu w Roskilde zginęło ośmiu fanów na skutek zadeptania przez tłum. Po tragedii zespół odwołał resztę trasy po Europie. Również trasy koncertowe po tragedii w Roskilde odwołały grupy Oasis i Pet Shop Boys. Następnego dnia po tragedii odbyła się uroczystość otwarcia mostu łączącego Danię ze Szwecją. Przewodniczący uroczystości otwarcia mostu premier Danii Poul Nyrup Rasmussen kazał minutą ciszy uczcić ofiary tragedii w Roskilde.

## Koncerty odwołane po tragedii w Roskilde
1. 27 czerwca 1992 – Turku, Finlandia – Ruisrock
2. 28 czerwca 1992 – Oslo, Norwegia – Kalvøyafestivalen
3. 30 czerwca 1992 – Londyn, Anglia – Brixton Academy
4. 1 lipca 1992 – Londyn, Anglia – London Astoria
5. 2 lipca 1992 – Belfort, Francja – Eurockenes Festival.
6. 4 lipca 1992 – Torhout, Belgia – Torhout Festival
7. 5 lipca 1992 – Werchter, Belgia – Werchter Festival

## Muzycy
- Eddie Vedder – wokal prowadzący
- Mike McReady – gitara prowadząca
- Stone Gossard – gitara rytmiczna
- Jeff Ament – gitara basowa
- Dave Abruzzesse – perkusja